# 西利茲 (英國國會選區)
西利茲（英語：Leeds West），英國國會一自治市選區，包括英格蘭約克郡-亨伯西約克郡利茲西部。
始於1885年。1945年後是工黨的根據地。2010年大選中瑞秋·里夫斯以42.3%選票首度勝出該區。